# Lightning in a Bottle (documental)
Lightning in a Bottle es un documental musical estadounidense de 2004, dirigido por Antoine Fuqua, musicalizado por Steve Jordan, en la fotografía estuvo Greg Andracke y Lisa Rinzler, los protagonistas son Gregg Allman, Solomon Burke y Chuck D, entre otros. Esta obra fue realizada por Vulcan Productions y Jigsaw Productions; se estrenó el 12 de febrero de 2004.

## Sinopsis
Músicos reconocidos de diferentes géneros musicales y épocas se presentaron en el escenario del Radio City Music Hall, en Nueva York, para hacerle un homenaje a su herencia y pasión que comparten: el blues.